# Ларамійська складчастість

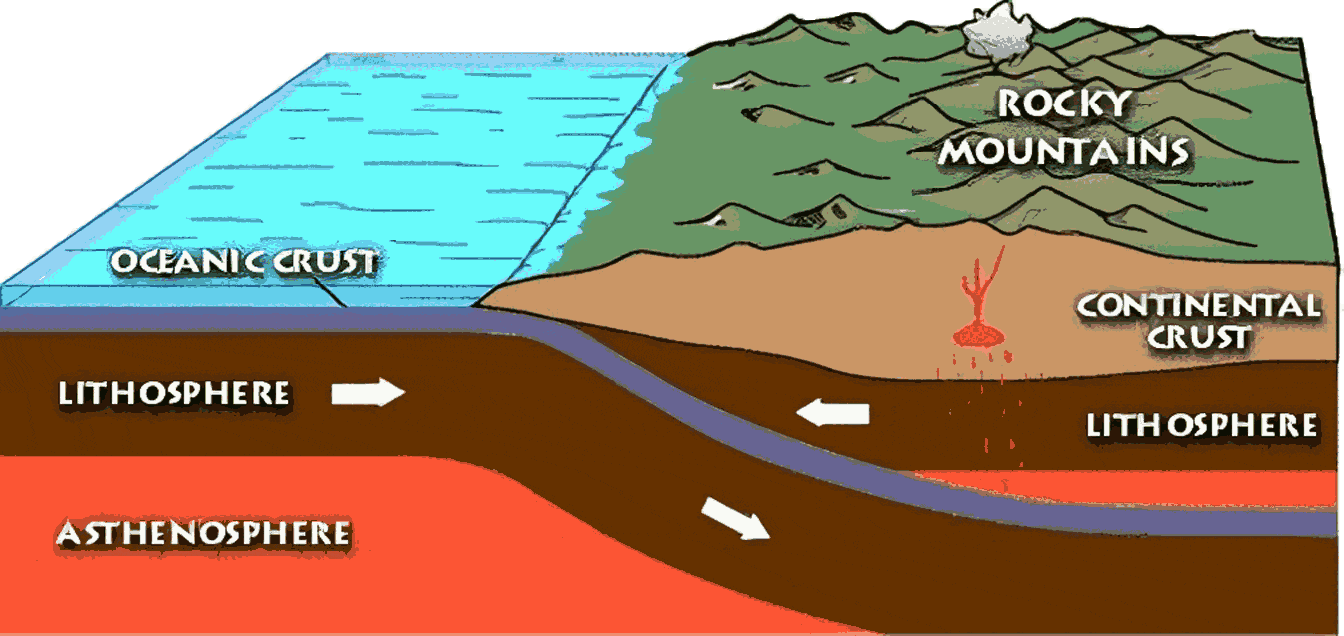
Ларамійська складчастість була викликана субдукцією пластини під неглибоким кутом.

Ларамійська складчастість (рос. ларамийская складчатость, англ. Laramian folding, нім. laramische Faltung f) — перша фаза альпійської складчастості, яка проявилася в кінці крейди — на початку палеогену, зокрема, в області Скелястих гір Північної Америки, а також у Андах Південної Америки та в інших регіонах Землі. В Україні її прояви є у: Карпатах, Гірському Криму, Добруджі, Дніпровсько-Донецькому палеорифті та ін.
Від назви гірського хребта Ларамі у Скелястих горах, США.